# Maria, Maienkönigin

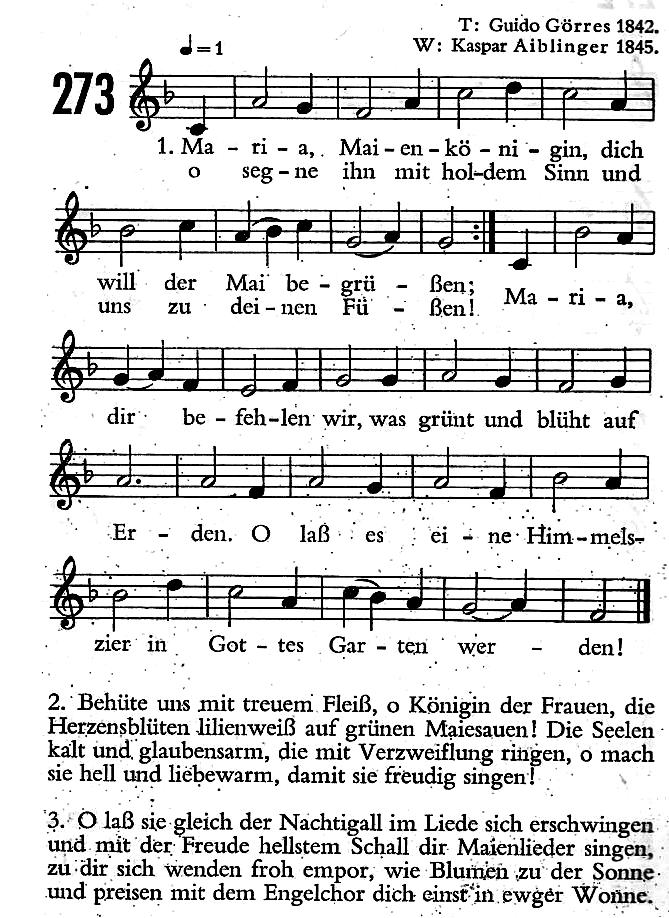
Maria Maienkönigin in der Vertonung von Kaspar Aiblinger (Gebet- und Gesangbuch für das Erzbistum Köln, 1949)

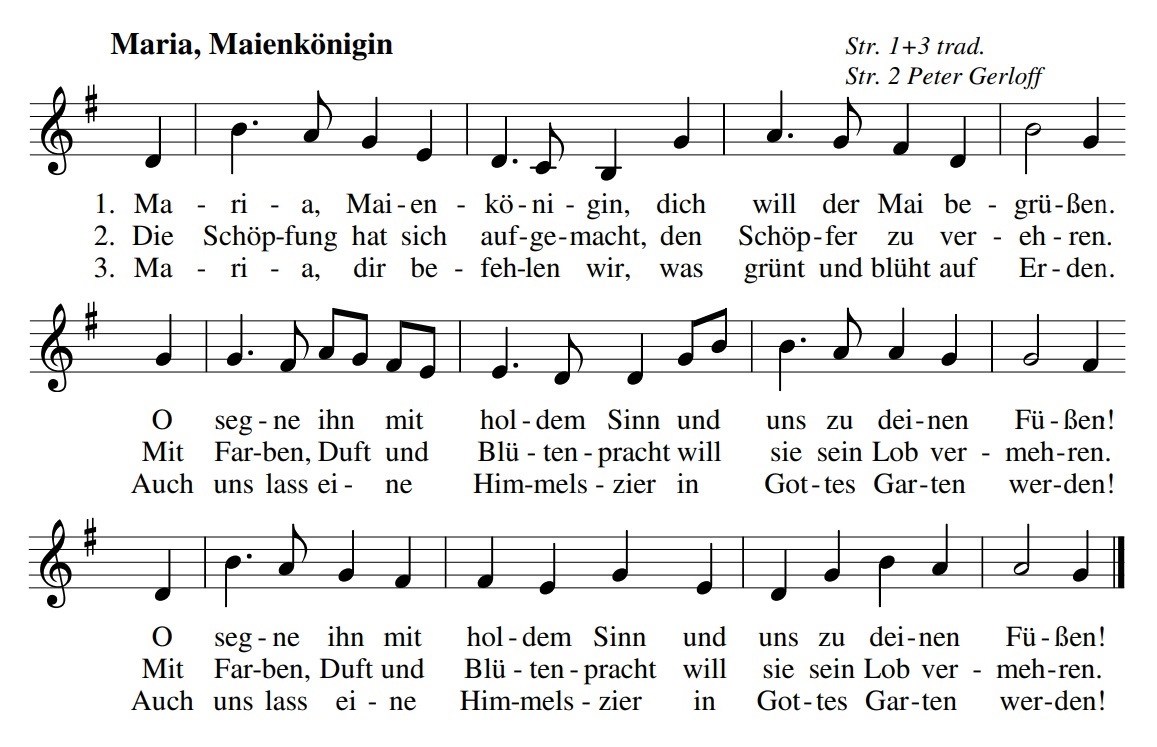
Melodie von Anselm Schubiger, Zusatzstrophe von Peter Gerloff

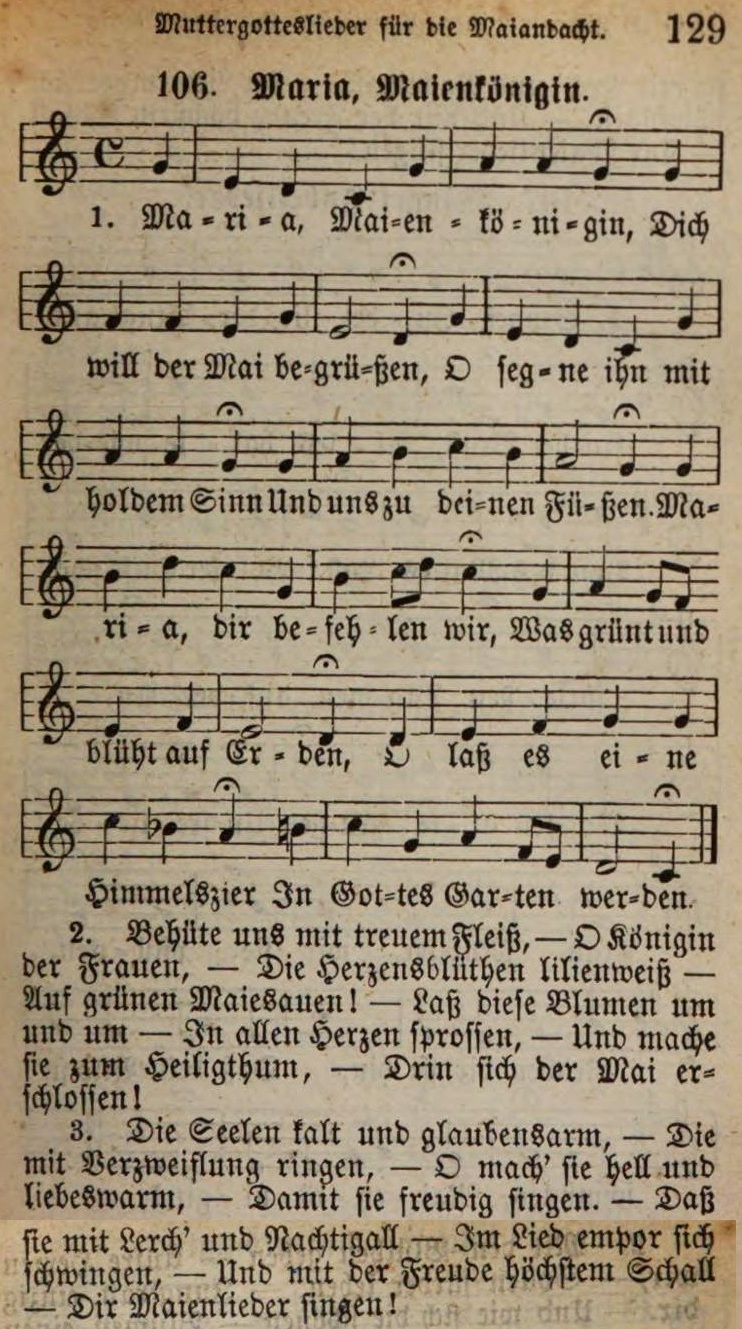
Das Lied in der Fassung von Joseph Hermann Mohr

Maria, Maienkönigin ist der Titel eines Kirchenliedes, das in der römisch-katholischen Kirche gesungen wird, besonders im Rahmen von Maiandachten. Der Text stammt von dem katholischen Schriftsteller Guido Görres und entstand 1843/44. Er ist in der Regel gekürzt und teilweise in Umdichtungen in verschiedenen Vertonungen in zahlreiche katholische Gesangbücher aufgenommen worden.

## Entstehung und Ausrichtung
Guido Görres, der Sohn des katholischen Publizisten Joseph Görres, verfasste im Mai 1842 seine Marienlieder zur Feier der Maiandacht, die 1843 im Druck erschienen. Ab der „zweiten, um dreißig Lieder vermehrten Ausgabe“ von 1844 enthielt die Sammlung für jeden Tag des Monats Mai ein Lied. Maria, Maienkönigin war von Görres für den 3. Mai gedacht. Er widmete diese Auflage dem spätromantischen Dichter Clemens Brentano, der am 28. Juli 1842 starb und dem Görres freundschaftlich verbunden war.
Der Text des Liedes ist vom Geist der Romantik geprägt, aber auch in der Nachfolge mittelalterlicher Gartenlyrik (Hortus conclusus) zu sehen, die von der Allegorik des alttestamentlichen Hohen Liedes gespeist wird (Hld 2,1–2  und 4,12 ). Seit Ende des 18. Jahrhunderts wurden diese Bilder und Texte in der katholischen Frömmigkeit verstärkt auf die Gottesmutter Maria bezogen, und es entwickelten sich Andachtsformen wie die Maiandacht, die die Blütezeit im Frühling aufgriffen. Einen ersten Höhepunkt hatte das sogenannte „Marianische Jahrhundert“ zwischen 1850 und 1950 in der Verkündigung des Mariendogmas von der unbefleckten Empfängnis Mariens durch Papst Pius IX. am 8. Dezember 1854 in der Bulle Ineffabilis Deus (‚Der unaussprechliche Gott‘). Die Hymnologen Hermann Kurzke und Christiane Schäfer kennzeichnen das Lied als von der Gegenaufklärung geprägt und als „papierne Allegorie ohne mythische Kontur“; ein eigentlicher Inhalt fehle.
Das Lied wurde mehrfach vertont, in Gesangbücher und Andachtsbücher für öffentliche und private Andachten im Monat Mai aufgenommen und gern gesungen. Schon am Ende des 19. Jahrhunderts fand es sich in den Diözesangesangbüchern von Köln, Bamberg und Speyer, um die Mitte des 20. Jahrhunderts gehörte es in zahlreichen Bistümern zum festen Repertoire von Marienliedern. In neuerer Zeit kam es zu Um- und Neudichtungen einiger Strophen, nachdem der Zeitgeschmack nach zwei Weltkriegen über die Romantik hinausgegangen war; die ersten beiden Strophen wurden in der Regel von Görres übernommen. Papst Pius XII. und dann das Zweite Vatikanische Konzil warnten vor allzu gefühlsbetonter „Geistesenge“ und wiesen darauf hin, dass wahre Andacht „weder in unfruchtbarem und vorübergehendem Gefühl noch in irgendwelcher Leichtgläubigkeit“ bestehe, sondern aus dem wahren Glauben hervorgehe. Die marianische Frömmigkeit müsse immer auf Jesus Christus bezogen sein.
Die Titulierung Mariens als Maienkönigin ist eine Prägung von Görres und theologisch und frömmigkeitsgeschichtlich nicht herzuleiten. Zudem liegt regional eine Verwechslungsgefahr mit dem säkularen Brauch von Maikönigin und Maikönig vor. Im Jahr 1954 führte Papst Pius XII. mit der Enzyklika Ad caeli reginam das Ideenfest Maria Königin am 31. Mai für die Gesamtkirche ein, womit der Marientitel Maienkönigin zurücktrat zugunsten des Titels Himmelskönigin, der seit dem Mittelalter in dem Gesang Regina caeli und einer Anrufung in der Lauretanischen Litanei geläufig ist. Im Diözesananhang des Erzbistums Köln zum katholischen Einheitsgesangbuch Gotteslob (1975) lautete daher die erste Zeile des Liedes: „Maria Himmelskönigin, dich will der Mai begrüßen.“ Neuere Umdichtungen beziehen den Aspekt der Natur als Schöpfung Gottes ein – so eine Strophe von Peter Gerloff – oder greifen den vom Zweiten Vatikanischen Konzil betonten Aspekt des Volkes Gottes auf, wie die im Regionalteil der Kirchenprovinz Hamburg zum Gotteslob abgedruckte Fassung; dort wird auch ein Bezug zur Trinität von Gott Vater, Jesus Christus und Heiligem Geist hergestellt, zumal das Pfingstfest häufig in den Mai fällt.

## Text
Text
von Guido Görres

Maria, Maienkönigin!

Dich will der Mai begrüßen,

O segne seinen Anbeginn,

Und uns zu Deinen Füßen.

Maria! Dir befehlen wir,

Was grünt und blüht auf Erden,

O laß es eine Himmelszier

In Gottes Garten werden.

Behüte uns mit treuem Fleiß,

O Königin der Frauen!

Die Herzensblüthen lilienweiß

Auf grünen Maiesauen.

Vor allen sind’s der Blümlein drei,

Die laß kein Sturm entlauben:

Die Hoffnung grün und sorgenfrei,

Die Liebe und den Glauben.

O laß die Blumen um und um

In allen Herzen sprossen,

Und mache sie zum Heiligthum,

Drinn sich der Mai erschlossen.

Die Seelen kalt und glaubensarm,

Die mit Verzweiflung ringen,

Die stummen mache liebeswarm,

Damit sie freudig singen.

Damit sie gleich der Nachtigall

Im Liede sich erschwingen,

Und mit der Freude hellstem Schall

Dir Maienlieder singen.
Textfassung
von Joseph Hermann Mohr

Maria, Maienkönigin,

Dich will der Mai begrüßen,

O segne ihn mit holdem Sinn,

Und uns zu deinen Füßen.

Maria, dir befehlen wir,

Was grünt und blüht auf Erden,

O laß es eine Himmelszier

In Gottes Garten werden.

Behüte uns mit treuem Fleiß,

O Königin der Frauen,

Die Herzensblüthen lilienweiß

Auf grünen Maiesauen!

Laß diese Blumen um und um

In allen Herzen sprossen,

Und mache sie zum Heiligthum,

Drin sich der Mai erschlossen!

Die Seelen kalt und glaubensarm,

Die mit Verzweiflung ringen,

O mach’ sie hell und liebeswarm,

Damit sie freudig singen.

Daß sie mit Lerch’ und Nachtigall

Im Lied empor sich schwingen,

Und mit der Freude höchstem Schall

Dir Maienlieder singen!
Gotteslob,
Regionalteil Berlin etc.

Maria, Maienkönigin,

dich will der Mai begrüßen;

o segne ihn mit Muttersinn

und uns zu deinen Füßen.

Maria, dir befehlen wir,

was grünt und blüht auf Erden;

o lass es eine Himmelszier

in Gottes Garten werden.

Den Seelen, die im Zeitenstrom

von Finsternis umfangen,

bau eine Brücke, einen Dom,

dass sie zum Licht gelangen.

Und lass mit Lerch und Nachtigall

auf Davids Turm uns schwingen

und mit der Freude höchstem Schall

dir Maienlieder singen.
Gotteslob,
Regionalteil Hamburg

Maria, Maienkönigin,

dich will der Mai begrüßen.

O segne ihn mit gütgem Sinn

und uns zu deinen Füßen!

Maria, dir empfehlen wir,

was grünt und blüht auf Erden,

lass uns in dieser Pracht und Zier

das Werk des Schöpfers ehren.

Behüte auch, Maria rein,

du größte aller Frauen,

das Gottesvolk, die Kinder dein,

im Glauben und Vertrauen

zu Jesus Christus, deinem Sohn,

dem Retter und Befreier.

Lobpreis durch ihn in Ewigkeit

des Vaters Macht und Treue.

O öffne, Himmelskönigin,

im Lied uns Herz und Stimme,

zu danken Gott im Heilgen Geist,

dass wir sein Lob stets singen,

der Christi Kirche ward gesandt

in Sturm und Feuerflammen,

zu führen sie mit seiner Hand

durch alle Zeiten! Amen.

## Melodien
In die Gesangbücher wurden Melodien von Kaspar Aiblinger (1845), dem Benediktiner Anselm Schubiger (1845) und dem Jesuiten Joseph Hermann Mohr (1876) aufgenommen. Aiblinger vertonte 26 der Görresschen Texte unmittelbar nach ihrem Erscheinen. Aiblingers und Mohrs Singweisen sind achtzeilig und fassen immer zwei Görres’sche Strophen zu einer zusammen. Alle drei Melodien sind in Diözesanteilen zum Gotteslob enthalten. Von Max Reger stammt ein vierstimmiger Chorsatz mit eigener Melodie zu den Strophen 1–3.

## Textausgaben
- Guido Görres: Marienlieder zur Feier der Maiandacht gedichtet von Guido Görres: Rom im Mai 1842. Lentner, München 1843 (urn:nbn:de:bvb:19-epub-2728-3).
- Zweite, um dreißig Lieder vermehrte Ausgabe. München 1844 (Digitalisat).
- Dritte vermehrte Ausgabe. Verlag der literarisch-artistischen Anstalt, München 1853 (Digitalisat).
- Neue Ausgabe. Wehberg, Osnabrück 1885.